# One Fierce Beer Coaster
One Fierce Beer Coaster ist das zweite Studioalbum der US-amerikanischen Rockband Bloodhound Gang. Es erschien am 3. Dezember 1996 in den Vereinigten Staaten bei Republic Records.

## Entstehung und Stil
Zunächst bei Republic Records erschienen, wurde alsbald das Major-Label Geffen Records auf die Gruppe aufmerksam und veröffentlichte das Album. Sänger Jimmy Pop fungierte als Produzent für die Platte, die zwischen März und Juni 1996 eingespielt wurde. Die Musik bewegt sich partytauglich zwischen Alternative Rock, Punkrock bzw. Pop-Punk mit einigen Ausflügen in den Funk Metal. Dabei arbeitet die Band mit elektronischen Elementen aus dem Hip-Hop wie etwa Turntables oder Sampling.

## Titelliste
Alle Stücke wurden von Jimmy Pop geschrieben, wenn nicht anders angegeben.
| Nr. | Titel                                                                     | Autor(en)                                        | Länge |
| --- | ------------------------------------------------------------------------- | ------------------------------------------------ | ----- |
| 1.  | Kiss Me Where It Smells Funny                                             | Jimmy Pop, Lüpüs Thünder                         | 3:08  |
| 2.  | Lift Your Head Up High (And Blow Your Brains Out)                         |                                                  | 4:58  |
| 3.  | Fire Water Burn                                                           | Jimmy Pop, Rock Master Scott & the Dynamic Three | 4:54  |
| 4.  | I Wish I Was Queer So I Could Get Chicks                                  |                                                  | 3:49  |
| 5.  | Why's Everybody Always Pickin' On Me?                                     | Jimmy Pop, Mike Sharpe, Harry Middlebrooks       | 3:22  |
| 6.  | It's Tricky                                                               | Joseph Simmons, Darryl McDaniels                 | 2:37  |
| 7.  | Asleep at the Wheel                                                       |                                                  | 4:05  |
| 8.  | Shut Up                                                                   |                                                  | 3:15  |
| 9.  | Your Only Friends Are Make Believe                                        | Jimmy Pop, Duran Duran                           | 7:02  |
| 10. | Boom (featuring Vanilla Ice)                                              | Jimmy Pop, Vanilla Ice                           | 4:06  |
| 11. | Going Nowhere Slow                                                        | Jimmy Pop, Lüpüs Thünder                         | 4:22  |
| 12. | Reflections of Remoh                                                      |                                                  | 0:53  |
| 13. | Fire Water Burn (Donkey Version) (Bonustitel der europ. Version)          |                                                  | 4:10  |
| 14. | Fire Water Burn (Jim Makin' Jamaican Mix) (Bonustitel der europ. Version) |                                                  | 5:00  |

## Rezensionen
Stephen Thomas Erlewine von Allmusic schrieb, das Album fange den Sound der Gruppe besser ein als das Debüt, allerdings könne man sich mit den Texten, die Witze über Furze und Oralsex machten, nicht wirklich anfreunden. Er vergab drei von fünf Sternen.

## Kommerzieller Erfolg

### Chartplatzierungen
Mit One Fierce Beer Coaster konnte sich die Band erstmals weltweit in den Albumcharts erreichen.
| ChartsChartplatzierungen       | Höchstplatzierung | Wochen |
| ------------------------------ | ----------------- | ------ |
| Deutschland (GfK)              | 14 (43 Wo.)       | 43     |
| Österreich (Ö3)                | 11 (16 Wo.)       | 16     |
| Vereinigte Staaten (Billboard) | 57 (26 Wo.)       | 26     |

| ChartsJahrescharts (1999) | Platzierung |
| ------------------------- | ----------- |
| Deutschland (GfK)         | 44          |

### Auszeichnungen für Musikverkäufe
| Land/Region               | Auszeichnungen für Musikverkäufe (Land/Region, Auszeichnung, Verkäufe) | Verkäufe |
| ------------------------- | ---------------------------------------------------------------------- | -------- |
| Neuseeland (RMNZ)         | Platin                                                                 | 15.000   |
| Vereinigte Staaten (RIAA) | Gold                                                                   | 500.000  |
| Insgesamt                 | 1× Gold · 1× Platin ·                                                  | 515.000  |

## Trivia
- Das Album wurde zunächst von Republic Records veröffentlicht, bevor die Band einen Plattenvertrag bei Geffen Records unterschrieb. Geffen weigerte sich den Song Yellow Fever, in dem es um Sex mit einer Asiatin geht, auf dem Album zu behalten. Der Song wurde später zusammen mit einem Hidden Track auf dem Album One Censored Beer Coaster veröffentlicht.
- Auf der LP werden die Seiten nicht wie sonst üblich mit A und B, sondern mit Sue’s Side (Suicide) und Jen’s Side (Genocide) bezeichnet.